# Lizzie McGuire
Lizzie McGuire er en amerikansk tv-serie om den 13-årige titelkarakter Lizzie McGuire, som går i grundskolen. Hendes tanker om livet bliver vist igennem hendes tegnede jeg, Cartoon Lizzie. 
Serien kørte på Disney Channel fra 2001 til 2004. 
Der er blevet lavet en film med navnet Lizzie McGuire: Pop Star

## Hovedpersoner
- Elizabeth Brooke "Lizzie" McGuire (Hilary Duff): Lizzie er hovedpersonen i showet. Hun er portrætteret som en klodset teenager, der drømmer om at være fit og være populær, selv om hendes animerede alter ego viser hendes sande følelser fra tid til anden. Lizzie kommer i konstant skænderi med hendes lillebror Matt. Lizzies yndlingsfarve er lyserød.
- Miranda Isabella Sanchez (Lalaine Vergara-Paras): Miranda er en af Lizzie bedste venner. Hun er den mest selvbevidste af de tre. Hendes familie er mexicansk amerikanere, men hun taler meget lidt spansk. Mirandas mellemnavn bliver afsløret at være Isabella i episoden: "Rated Aargh." Ligesom Lizzie, kæmper Miranda med at være en teenagepige, og at vokse op. Hun var ikke med i de sidste seks episoder og heller ikke i The Lizzie McGuire Movie. Mirandas yndlingsfarve er rød.
- David Zephyr "Gordo" Gordon (Adam Lamberg): Gordo er en af Lizzie's bedste venner og har været det siden de var én dag gammel.   Han har meget sarkasme og giver gode råd. Han er portrætteret som værende meget intelligent, praktiske, og han er en meget god studerende. Gordos drøm er at blive en instruktør. Gordo har tit hans videokamera på sig. Gordos yndlingsfarve er grøn.
- Matthew "Matt" McGuire (Jake Thomas): Matt er Lizzie's lillebror. Han har en bedste ven ved navn Lanny, der ikke taler på skærmen. Matt er klog og snu og havde et ry for at komme i problemer. Han er temmelig intelligent og kreativ. Matts yndlingsfarve er gul.
- Joanne "Jo" McGuire (Hallie Todd): Jo er Lizzie og Matt's mor. Hun bekymrer sig dybt om Lizzie,som forsøger at være teenager. Sommetider har hun hun tendens til at "ødelægge" situationer i Lizzie's liv, mens hun prøver at hjælpe med at gøre dem bedre. Ved afslutningen af hver episode, er tendensen at Jo og Lizzie for en forståelse for hinanden og dermed skildre den usvækkede kærlighed i deres mor-datter forhold.
- Samuel "Sam" McGuire (Robert Carradine): Sam er Lizzie og Matt's far. Han kan bedst beskrives som lidt fjollet. Han altid gjorde sit bedste for at hjælpe Lizzie og forstå hende, og er altid tilgængelig til at give en hjælpende hånd.

## Andre personer
- Kate Sanders (Ashlie Brillault): Kate er den mest populære pige på Lizzie's skole.
- Ethan Craft (Clayton Snyder): Ethan er drengen, som Lizzie, Miranda, og resten af pigerne i skolen var enormt forelsket i.
- Larry Tudgeman (Kyle Downes): Omtales som "Tudgeman" (eller blot Tudge), Larry er skolens nørd.
- Claire Miller (Davida Williams): Claire er Kate's nye bedste ven.
- Lanny Onasis (Christian Copelin): Lanny er Matt's bedste ven
- Melina Bianco (Carly Schroeder): Melina var oprindeligt Matt's ven, der elskede at få Lanny og Matt i problemer.
- Digby "Mr. Digg" Sellers (Arvie Lowe Jr.): Mr. Digg er Lizzie's cool, laid-back lærervikar.

## Bipersoner
- Edward og Daniela Sanchez (Armando Molina og Dyana Ortelli): De er Mirandas forældre og dukkede op i et par episoder
- Howard og Roberta Gordon (Michael Mantell og Alison Martin): De er Gordo forældre, der begge var psykiatere.
- Parker Mackenzie (Chelsea Wilson): Parker var en pige i Lizzie's klasse i en episode
- Danny Kessler (Byron Fox): Danny var Lizzie og Miranda første forelskelse.
- Veruca Albano (Rachel Snow): En nørdet pige, som ses en gang i sæson 1 og oftere i de senere sæsoner, da Lizzie går i ottende klasse.
- Amy Sanders / Saunders (Haylie Duff): Kate's 18 år gamle kusine
- Coach Kelly (Dot Jones): Gymnastiklærer på Hillridge Junior High.
- Principal Tweedy (Phill Lewis): Skoleinspektør på Hillridge Junior High.
- Mr. Escobar (Daniel R. Escobar): En lærer på Hillridge Junior High.
- Jeremy Bargiel og David Rosen: De er Sam's bedste venner